# 长稃异燕麦
长稃山燕麦（学名：Helictotrichon polyneurum），别名长稃异燕麦，为禾本科山燕麦属下的一个植物种。